# Margot Robbie

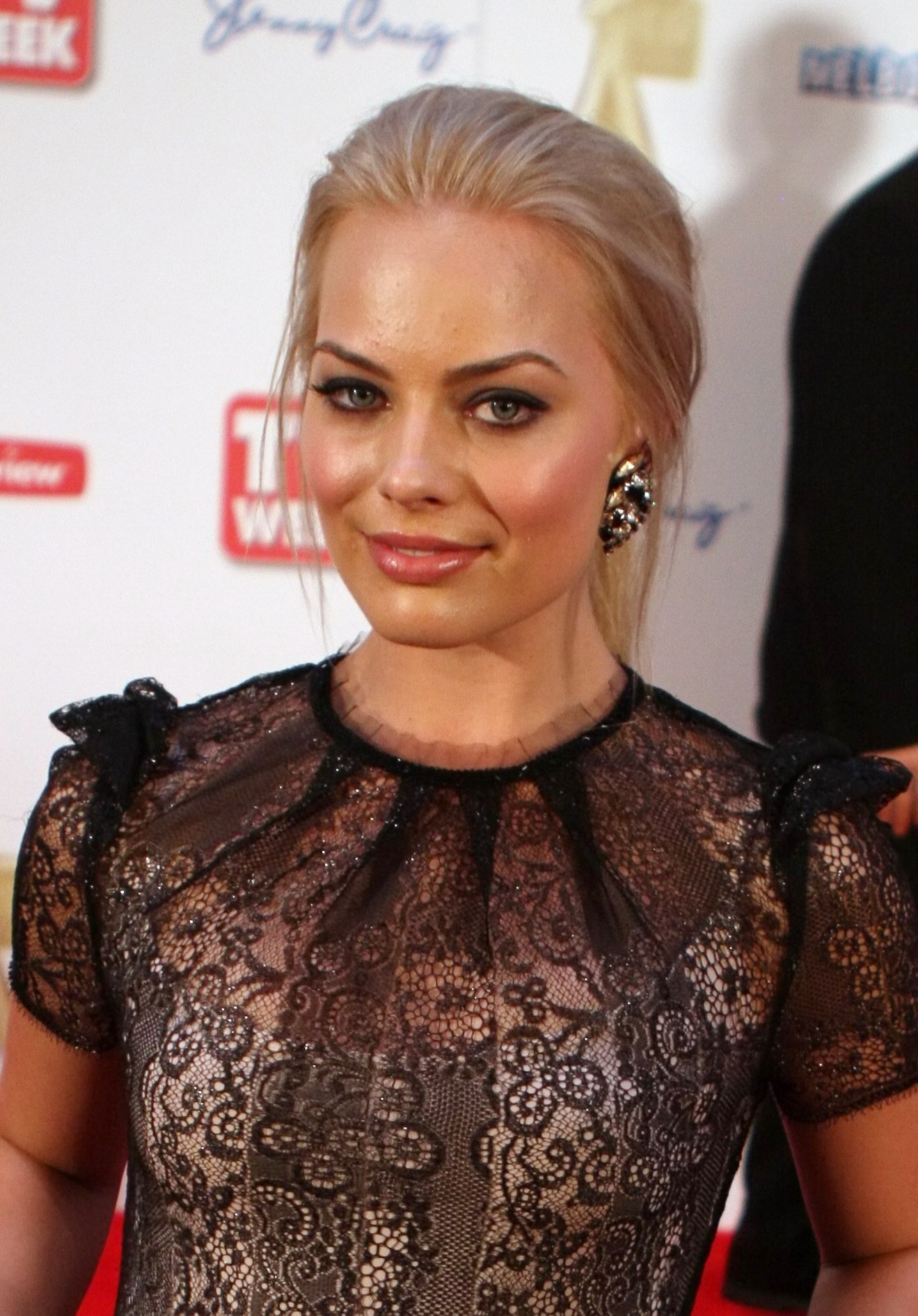
Margot Robbie na TV Week Logie Awards (2011)

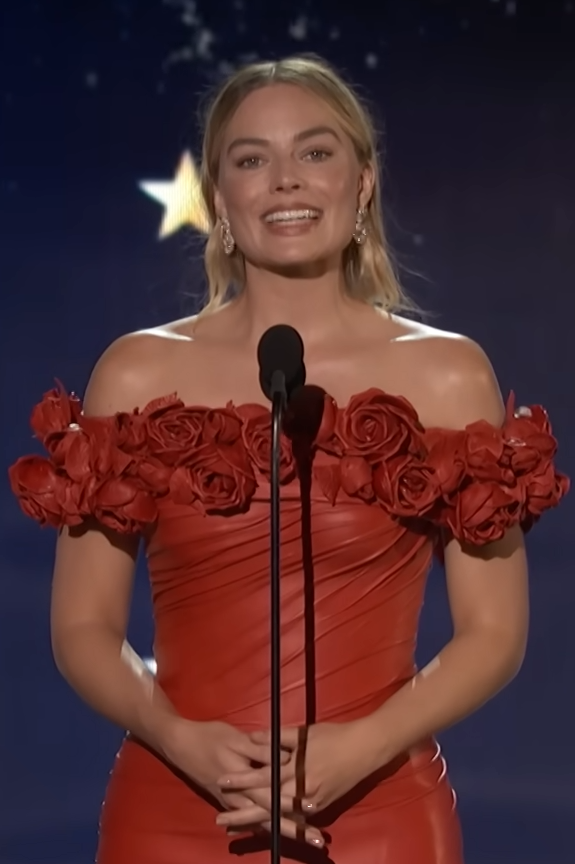
Margot Robbie na wręczeniu Critics Choice Awards (2024)

Margot Elise Robbie (ur. 2 lipca 1990 w Dalby) – australijska aktorka. Dwukrotnie nominowana do Oscara za role w filmach Jestem najlepsza. Ja, Tonya (2017) oraz Gorący temat (2019). Zagrała też m.in. w filmach: Wilk z Wall Street (2013), Tarzan: Legenda (2016), Legion samobójców (2016), Pewnego razu... w Hollywood (2019), Ptaki Nocy (i fantastyczna emancypacja pewnej Harley Quinn) (2020) oraz Barbie (2023).

## Życiorys
Margot Robbie urodziła się w Dalby w stanie Queensland. Ma trójkę rodzeństwa: starszą siostrę Anyę, starszego brata Lachlana oraz młodszego brata Camerona. Całe rodzeństwo zostało samotnie wychowane przez matkę – Sarie Kessler. Aktorka dorastała na farmie swoich dziadków, mimo to w wieku 16 lat musiała wielokrotnie podejmować jednocześnie kilka prac. Pracowała m.in. w: aptece, biurze, magazynie czy cateringu. Chodziła do szkoły średniej Somerset College w Gold Coast. W wieku 17 lat znalazła agenta i przeprowadziła się do Melbourne próbując swoich sił w aktorstwie, tam właśnie podjęła się pracy w Subwayu, gdzie była „artystą kanapkowym”.

### Początki kariery
Pierwszymi rolami Robbie, były epizodyczne występy w serialach. W 2008 roku pojawiła się w serialach City Homicide oraz Review with Myles Barlow. W tym samym roku pojawiła się w dwóch odcinkach serialu Księżniczka z krainy słoni, jednak nie została wymieniona w czołówce. Vigilante był pierwszym filmem w dorobku aktorki. Kolejnym niskobudżetowym filmem, był thriller I.C.U., w którym Margot zagrała główną rolę. Dopiero rolą w serialu Sąsiedzi dała poznać się większej ilości widzów, ponieważ w rolę Donny wcielała się około 4 lata (2008–2011). Po zakończeniu zdjęć do Sąsiadów, dołączyła do obsady serialu Pan Am, gdzie grała u boku Christiny Ricci. Początkowo Robbie brała udział w castingu do nowej wersji serialu Aniołki Charliego, jednak producenci zaproponowali jej rolę właśnie w Pan Am. Serial został zdjęty z anteny po pierwszym sezonie z powodu niskiej oglądalności, pomimo tego zebrał pozytywne recenzje krytyków.

### Przełom
2013 rok okazał się wielkim sukcesem dla Robbie. We wrześniu do kin weszła komedia romantyczna Czas na miłość. Margot wystąpiła u boku Rachel McAdams oraz Domhnalla Gleesona, wcielając się w postać Charlotte. W grudniu ukazał się kolejny film Martina Scorsese – Wilk z Wall Street. Do roli Naomi Lapaglii były brane pod uwagę Blake Lively i Rosie Huntington-Whiteley, jednak casting wygrała Margot. Pomimo głównej roli Leonardo DiCaprio, Robbie zebrała wiele pozytywnych opinii. Wcielając się w drugą żonę bohatera granego przez DiCaprio, pojawiła się w kilku odważnych scenach. Film na całym świecie zarobił prawie 400 milionów dolarów i przyniósł wiele nominacji do prestiżowych nagród, m.in. Oscarów czy Złotych Globów.
Kolejny film z Robbie pojawił się w 2015 roku. W Suite Francaise wystąpiła u boku Michelle Williams i Kristin Scott Thomas. Kolejny w dorobku, był film Z jak Zachariasz, gdzie Robbie zagrała główną rolę. Film zebrał pozytywne opinie krytyków, wyszczególniając bardzo dobrą rolę Margot Robbie. W tym samym roku odbyła się premiera filmu Focus opowiadającego o profesjonalnym oszuście, który zaczyna uczyć fachu młodą dziewczynę. Scenariusz został napisany z myślą o Ryanie Goslingu i Emmie Stone, jednak oboje odrzucili propozycję zagrania w filmie. Główne role otrzymali zatem Will Smith i Margot Robbie. Film otrzymał przeciętne recenzje, głównie z powodu fabuły, jednak krytycy pozytywnie ocenili grę aktorską Robbie i Smitha. W filmie The Big Short, Margot zagrała gościnnie samą siebie.

### Kolejne projekty
2016 rok rozpoczął się dla Robbie premierą filmu Whiskey, Tango, Foxtrot, gdzie wystąpiła wraz z Tiną Fey, Martinem Freemanem i Billym Bobem Thorntonem. W tym samym roku, w kinach pojawiły się jeszcze dwa filmy z udziałem Robbie. Pod koniec czerwca w kinach pojawił się Tarzan: Legenda, gdzie aktorka wcieli się w ukochaną Tarzana – Jane Clayton. Najbardziej oczekiwaną premierą roku, był film z uniwersum DC Comics – Legion samobójców. Widowisko z plejadą gwiazd światową premierę miało 3 sierpnia 2016 roku. Margot pojawiła się w filmie jako Harley Quinn, czyli dziewczyna Jokera. Film zarobił ponad 745 milionów dolarów przy budżecie 175 milionów dolarów. Pomimo sukcesu kasowego, Legion samobójców zebrał słabe oceny krytyków, którzy za mocne strony filmu uznali jedynie obsadę i sceny humorystyczne. W 2018 roku została nominowana do Oscara za rolę w filmie Jestem najlepsza. Ja, Tonya w kategorii „najlepsza aktorka pierwszoplanowa”.
W 2019 pojawiła się w filmie Quentina Tarantino Pewnego razu... w Hollywood podejmującym tematykę morderstw grupy Charlesa Mansona, gdzie wcieliła się w postać aktorki Sharon Tate, za co w 2020 otrzymała nominację do Nagrody Brytyjskiej Akademii Filmowej (BAFTA) w kategorii „najlepsza aktorka drugoplanowa”. W tym samym roku otrzymała również nominacje do Oscara, Złotego Globu, nagrody BAFTA oraz Nagrody Gildii Aktorów Ekranowych za najlepszą rolę drugoplanową w filmie Gorący temat.

## Życie prywatne
Od 2013 roku partnerem życiowym Robbie jest Tom Ackerley. Para pobrała się w grudniu 2016 roku podczas prywatnej ceremonii w Australii. W 2024 roku urodziła syna.

## Filmografia
| Filmy |                                                             |                              |
| Rok   | Tytuł                                                       | Rola                         |
| ----- | ----------------------------------------------------------- | ---------------------------- |
| 2008  | Vigilante                                                   | Cassandra                    |
| 2009  | I.C.U.                                                      | Tristan Waters               |
| 2013  | Czas na miłość                                              | Charlotte                    |
| 2013  | Wilk z Wall Street                                          | Naomi Lapaglia               |
| 2014  | Francuska suita                                             | Celine Joseph                |
| 2015  | Z jak Zachariasz                                            | Ann Burden                   |
| 2015  | Focus                                                       | Jess                         |
| 2015  | Big Short                                                   | Margot Robbie                |
| 2016  | Whiskey, Tango, Foxtrot                                     | Tanya Vanderpoel             |
| 2016  | Tarzan: Legenda                                             | Jane Clayton                 |
| 2016  | Legion samobójców                                           | Harley Quinn                 |
| 2017  | Jestem najlepsza. Ja, Tonya                                 | Tonya Harding                |
| 2017  | Żegnaj Christopher Robin                                    | Daphne Milne                 |
| 2018  | Terminal                                                    | Annie                        |
| 2018  | Maria, królowa Szkotów                                      | królowa Elżbieta I           |
| 2018  | Slaughterhouse Rulez                                        | Audrey                       |
| 2019  | Dreamland                                                   | Allison Wells                |
| 2019  | Pewnego razu... w Hollywood                                 | Sharon Tate                  |
| 2019  | Gorący temat                                                | Kayla Pospisil               |
| 2020  | Ptaki Nocy (i fantastyczna emancypacja pewnej Harley Quinn) | Harleen Quinzel/Harley Quinn |
| 2021  | Legion samobójców: The Suicide Squad                        | Harleen Quinzel/Harley Quinn |
| 2022  | Amsterdam                                                   | Valerie Voze                 |
| 2022  | Babilon                                                     | Nellie LaRoy                 |
| 2023  | Barbie                                                      | Barbie                       |

| Seriale   |                            |                              |
| Rok       | Tytuł                      | Rola                         |
| --------- | -------------------------- | ---------------------------- |
| 2008      | City Homicide              | Caitlin Brentford            |
| 2008      | Review with Myles Barlow   | Kelly                        |
| 2008      | Księżniczka z krainy słoni | Butterfly                    |
| 2008–2011 | Sąsiedzi                   | Donna Freedman / Donna Brown |
| 2011–2012 | Pan Am                     | Laura Cameron                |

*Informacje pobrane z portalu IMDb

## Nagrody
| Rok  | Nagroda                                            | Kategoria | Rezultat | Źródło |
| ---- | -------------------------------------------------- | --- | -------- | ------ |
| 2016 | Critics Choice                                     | Najlepsza aktorka w filmie akcji za Legion samobójców (2016)                                                       | Zdobyte  | [ 38 ] |
| 2017 | People’s Choice                                    | Ulubiona aktorka w filmie akcji za Legion samobójców (2016)                                                        | Zdobyte  | [ 1 ]  |
| 2017 | Stowarzyszenie Krytyków Filmowych z San Francisco  | Najlepsza aktorka za Jestem najlepsza. Ja, Tonya (2017)                                                            | Zdobyte  | [ 1 ]  |
| 2017 | Stowarzyszenie Krytyków Filmowych z Florydy (FFCC) | Najlepsza aktorka za Jestem najlepsza. Ja, Tonya (2017)                                                            | Zdobyte  | [ 1 ]  |
| 2018 | AACTA – Nagrody Międzynarodowe                     | Najlepsza aktorka zagraniczna za Jestem najlepsza. Ja, Tonya (2017)                                                | Zdobyte  | [ 1 ]  |
| 2018 | Critics Choice                                     | Najlepsza aktorka w komedii za Jestem najlepsza. Ja, Tonya (2017)                                                  | Zdobyte  | [ 1 ]  |
| 2020 | AACTA – Nagrody Międzynarodowe                     | Najlepsza drugoplanowa aktorka zagraniczna za Gorący temat (2019)                                                  | Zdobyte  | [ 1 ]  |
| 2021 | Critics Choice Super Awards                        | Najlepsza aktorka w filmie z superbohaterami za Ptaki Nocy (i fantastyczna emancypacja pewnej Harley Quinn) (2020) | Zdobyte  | [ 1 ]  |